# Laboratoire des sciences et technologies navales

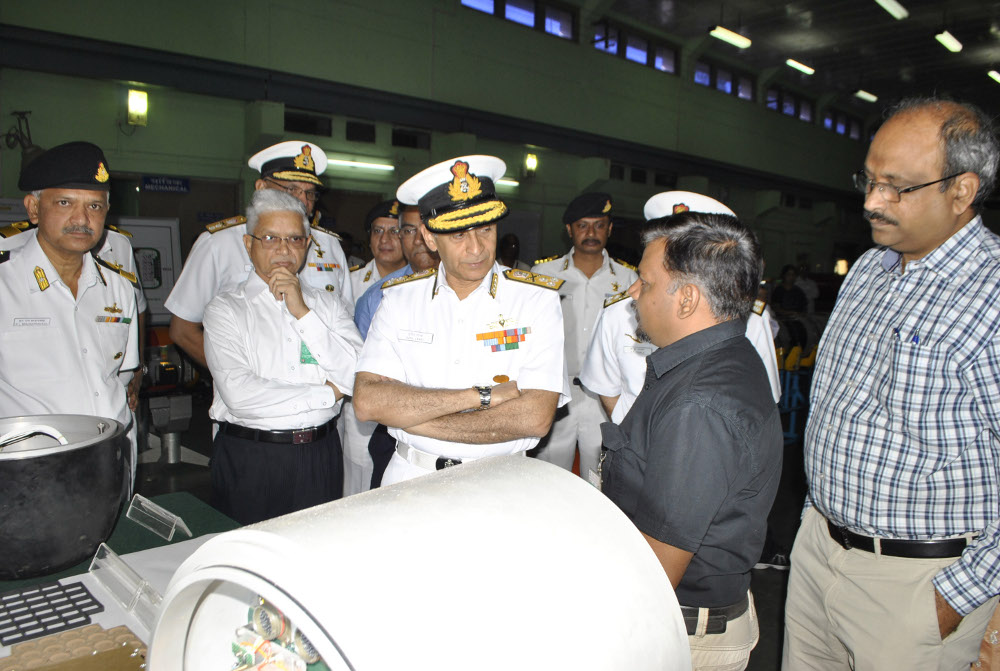
Le vice-amiral Sunil Lanba lors d'une rencontre portant sur les différents projets d'armement du NSTL.

Le Laboratoire des sciences et technologies navales (en anglais, Naval Science and Technological Laboratory ou NSTL) est un laboratoire de recherche de défense indien dépendant de l’Organisation de recherche et développement pour la défense (DRDO), situé à Visakhapatnam. Sa fonction principale est la recherche et développement d’armes sous-marines et de systèmes associés. Le NSTL est organisé sous l’égide de la Direction de la recherche et du développement navals du DRDO. Le directeur actuel du NSTL est le Dr Abraham Varughese et le directeur général (DG) est le Dr Y. Sreenivas Rao, un scientifique renommé.

## Histoire
Le NSTL a été créé le 20 août 1969 pour entreprendre la recherche et le développement de systèmes navals majeurs et d’armes sous-marines pour la marine indienne, afin de la rendre autonome des importations de pays tiers.

## Domaines d’activité
Le NSTL participe à la conception, au développement, à la mise à l’essai, à l’évaluation et à la production d’armes sous-marines et de systèmes de contrôle d’armes connexes. Il s’agit notamment de torpilles, de mines, de leurres, de cibles, de simulateurs, de systèmes de conduite de tir et de lanceurs.
Le laboratoire est également impliqué dans l’étude des paramètres hydrodynamiques et de la conception structurelle des plates-formes navales de surface et sous-marines et dans l’évolution des critères de conception par le biais d’études de modèles et de simulations. Le NSTL est également impliqué dans le développement de technologies pour les navires de guerre, de technologies furtives pour les navires et de services de recherche hydrodynamique.
Le NSTL développe également des matériaux spécialisés pour les applications marines, y compris des matériaux pour l’atténuation des signatures radar, infrarouge, magnétique, acoustique et ELFE, afin d’obtenir des plates-formes plus furtives.

## Installations
Le NSTL est équipé de laboratoires et d’installations de recherche en hydrodynamique.

## Projets et produits
- Maareech ATDS
- Robot sous-marin autonome